# Hà Bầu
Hà Bầu là một xã thuộc huyện Đak Đoa, tỉnh Gia Lai, Việt Nam.
Xã Hà Bầu có diện tích 48,47 km², dân số năm 1999 là 5.066 người, mật độ dân số đạt 105 người/km².